# Jehor Klymenčuk
Jehor Oleksandrovyč Klymenčuk (in ucraino Єгор Олександрович Клименчук?; Zaporižžja, 11 novembre 1997) è un calciatore ucraino, difensore svincolato.

## Caratteristiche tecniche
È un terzino sinistro.

## Carriera
Cresciuto nel settore giovanile dello Šachtar, nel 2014 è stato acquistato dal Metalurh Zaporižžja con cui ha esordito fra i professionisti disputando l'incontro di Prem"jer-liha pareggiato 2-2 contro la Dinamo Kiev.
Nel 2016 si è trasferito in Bielorussia dove ha giocato una stagione divisa a metà fra Minsk e Naftan per poi passare nel gennaio del 2017 al Kolos Kovalivka in seconda divisione. Impiegato solo una volta in Kubok Ukraïny, nel gennaio del 2018 si è trasferito al Naftan dove è rimasto fino al termine della stagione.
Rimasto svincolato, nel gennaio del 2019 è stato ingaggiato dall'Olimpik Donec'k, tornando in prima divisione a distanza di tre anni dall'ultima volta. Nel febbraio del 2020 si è trasferito al L'viv.

## Statistiche
Statistiche aggiornate al 3 ottobre 2020.

### Presenze e reti nei club
| Stagione                   | Squadra                    | Campionato                 | Campionato | Campionato | Coppe nazionali | Coppe nazionali | Coppe nazionali | Coppe continentali | Coppe continentali | Coppe continentali | Altre coppe | Altre coppe | Altre coppe | Totale | Totale | Totale |
| Stagione                   | Squadra                    | Comp                       | Pres       | Reti       | Comp            | Pres            | Reti            | Comp               | Pres               | Reti               | Comp        | Pres        | Reti        | Pres   | Reti   |        |
| -------------------------- | -------------------------- | -------------------------- | ---------- | ---------- | --------------- | --------------- | --------------- | ------------------ | ------------------ | ------------------ | ----------- | ----------- | ----------- | ------ | ------ | ------ |
| 2014-2015                  | Metalurh Zaporižžja        | PL                         | 1          | 0          | CU              | 0               | 0               |                    | -                  | -                  |             | -           | -           | 1      | 0      |        |
| 2015-gen. 2016             | Metalurh Zaporižžja        | PL                         | 4          | 0          | CU              | 0               | 0               |                    | -                  | -                  |             | -           | -           | 4      | 0      |        |
| Totale Metalurh Zaporižžja | Totale Metalurh Zaporižžja | Totale Metalurh Zaporižžja | 5          | 0          |                 | 0               | 0               |                    | -                  | -                  |             | -           | -           | 5      | 0      |        |
| 2016                       | Minsk                      | VL                         | 4          | 0          | CB              | 1               | 0               |                    | -                  | -                  |             | -           | -           | 5      | 0      |        |
| 2016                       | Naftan                     | VL                         | 3          | 0          | CB              | 0               | 0               |                    | -                  | -                  |             | -           | -           | 3      | 0      |        |
| 2016-2017                  | Kolos Kovalivka            | 1L                         | 7          | 0          | CU              | 0               | 0               |                    | -                  | -                  |             | -           | -           | 7      | 0      |        |
| 2017-gen. 2018             | Kolos Kovalivka            | 1L                         | 0          | 0          | CU              | 1               | 0               |                    | -                  | -                  |             | -           | -           | 1      | 0      |        |
| Totale Kolos Kovalivka     | Totale Kolos Kovalivka     | Totale Kolos Kovalivka     | 7          | 0          |                 | 1               | 0               |                    | -                  | -                  |             | -           | -           | 8      | 0      |        |
| gen.-giu. 2018             | Avanhard Kramators'k       | 1L                         | 5          | 0          | CU              | 0               | 0               |                    | -                  | -                  |             | -           | -           | 5      | 0      |        |
| 2018-2019                  | Olimpik Donec'k            | PL                         | 5          | 0          | CU              | 0               | 0               |                    | -                  | -                  |             | -           | -           | 5      | 0      |        |
| 2019-gen. 2020             | Olimpik Donec'k            | PL                         | 4          | 0          | CU              | 1               | 0               |                    | -                  | -                  |             | -           | -           | 5      | 0      |        |
| Totale Olimpik Donec'k     | Totale Olimpik Donec'k     | Totale Olimpik Donec'k     | 9          | 0          |                 | 1               | 0               |                    | -                  | -                  |             | -           | -           | 10     | 0      |        |
| gen.-giu. 2020             | L'viv                      | PL                         | 7          | 0          | CU              | 0               | 0               |                    | -                  | -                  |             | -           | -           | 7      | 0      |        |
| 2020-2021                  | L'viv                      | PL                         | 4          | 0          | CU              | 0               | 0               |                    | -                  | -                  |             | -           | -           | 4      | 0      |        |
| Totale carriera            | Totale carriera            | Totale carriera            | 44         | 0          |                 | 3               | 0               |                    | -                  | -                  |             | -           | -           | 47     | 0      |        |